# رضاآباد ۱
رضاآباد ۱، روستایی در دهستان کوتک بخش مرکزی شهرستان کهنوج در استان کرمان ایران است.

## جمعیت
بر پایه سرشماری عمومی نفوس و مسکن در سال ۱۳۹۵، جمعیت این روستا برابر با ۶۰۶ نفر (۱۶۵ خانوار) بوده‌است.